# Bárbara Barone
 (septembre 2024).
Pour les articles homonymes, voir Barone.
Bárbara Barone de Pokorny (née le 21 août 1943 à Venise) est une cavalière chilienne de saut d'obstacles.

## Carrière
Elle fait partie de l'équipe du Chili qui remporte la médaille de bronze aux Jeux panaméricains de 1971 à Cali, en Colombie.
Elle participe aux Jeux olympiques d'été de 1972 à Munich. Elle est disqualifiée dans l'épreuve individuelle et elle est 9e de l'épreuve par équipes.